# André Bernard (réfractaire)
Pour les articles homonymes, voir Bernard et André Bernard.
André Bernard, né le 11 avril 1937 à Chevrier (Haute-Savoie), est un électricien puis correcteur de presse, insoumis, réfractaire au service militaire pendant la guerre d'Algérie et anarchiste non violent.
Il est l’un des créateurs de la revue Anarchisme et non-violence (1965-1973).

## Biographie
Très jeune, il rencontre à Bordeaux le milieu libertaire par l’intermédiaire du milieu anticlérical. Il lit La Calotte et assiste aux conférences de André Lorulot et de Georges Las Vergnas. Il fréquente le groupe Sébastien Faure de la Fédération anarchiste où il rencontre les frères Paul et Aristide Lapeyre, Joaquim Salamero, Jean Barrué.

## Réfractaire à la guerre d'Algérie

Logo de l'Internationale des résistants à la guerre : le fusil brisé.

Le 1er octobre 1956, il refuse la conscription et de participer à la Guerre d'Algérie, et se déclare insoumis. Il s'exile en Suisse où André Bösiger s’active comme maître d’œuvre d’un réseau de soutien aux réfractaires avec l’aide de Pietro Ferrua, insoumis italien.
Il est parmi les fondateurs du Centre international de recherches sur l'anarchisme (Lausanne)) et contribue à la publication Ravachol.
Il participe au groupe Jeune Résistance (JR), lié au Réseau Jeanson d’aide aux indépendantistes algériens, qu’il quitte pour désaccords : il est autant antimilitariste et non violent qu’anticolonialiste.
En 1959, il rencontre sa compagne, Anita Ljungqvist, née le 4 septembre 1939 en Suède, dans une famille ouvrière peu politisée. À cette occasion, elle découvre l’anarchisme, la non-violence, les luttes sociales.
Ils quittent la Suisse pour la Belgique, où ils rencontrent le belge Hem Day. C'est de Bruxelles qu’ils prennent contact avec l’Action civique non-violente (ACNV).
Décidés à rentrer en France pour lutter avec l'ACNV contre la guerre d’Algérie, ils passent clandestinement la frontière fin mars 1961. Le 8 mai, André, qui a prévenu le ministre des Armées de son retour, s’enchaîne devant l’Arc-de-triomphe de la Porte d’Aix avec six autres militants « solidaires » qui ont adopté son identité. Le Canard enchaîné rapporte l'événement : « Nous sommes tous André Bernard ». Après avoir été identifié le 13 mai, il est incarcéré à la prison des Baumettes, puis transféré au fort du Hâ de Bordeaux.
Le 24 mai 1961, à Bordeaux, devant le tribunal militaire, qui l'avait déjà jugé par contumace, il est condamné à un an de prison avec sursis pour « insoumission en temps de paix ». Sorti libre du tribunal, mais attendu par des militaires, il est arrêté et amené directement à la caserne. Lors d’un deuxième procès, le 25 octobre, il est condamné à dix-huit mois de prison avec confusion des peines,.
Libéré après 21 mois d’incarcération, il rencontre Louis Lecoin qui lui manifeste sa solidarité. Il devient correcteur d’imprimerie, parrainé par May Picqueray.

## Anarchiste et non violent
En avril 1965, avec notamment Marianne Enckell, il lance la revue Anarchisme et Non-Violence qui adhère, en tant que publication, à l’Internationale des résistants à la guerre (IRG) en 1968.
Entre 1975 et 1977, il participe activement, en tant que correcteur, au conflit du Parisien libéré.
En pré-retraite depuis 1992, il participe à la confection et à la maquette de plusieurs publications du mouvement libertaire : Les Temps maudits, Le Combat syndicaliste (Confédération nationale du travail) et Le Monde libertaire, l’hebdomadaire de la Fédération anarchiste.
Depuis 1997, il est membre du collectif de Réfractions, « revue de recherches et d’expressions anarchistes ».
Depuis 2003, il participe à un collectif d’anciens de l’ACNV, destiné à mieux faire connaître le trajet des réfractaires et leurs actions pendant la guerre d’Algérie. En 2005, ce groupe publie, sous le pseudonyme collectif de Erica Fraters, le livre Réfractaires à la guerre d’Algérie : 1959-1963.

## Œuvres
- Bibliographie de André Bernard sur Ra.forum.
- Ma chandelle est vive, je n’ai pas de dieu. Papiers collés et petits textes, Lyon, Atelier de création libertaire, 2008.
- Être anarchiste oblige !, Lyon, Atelier de création libertaire, 2010, (OCLC 718622503).
- Chroniques de la désobéissance : et autres textes, Lyon, Atelier de création libertaire, 2012, (OCLC 795451621).
- Avec Pierre Sommermeyer, Désobéissances libertaires : manières d'agir et autres façons de faire, Nada, 2014, 2016,  (ISBN 9791092457049), (OCLC 892944780), notice.

### Articles
- Les auteurs du Monde libertaire : André Bernard.
- "Vinoba", Anarchisme et non-violence, no 1, avril 1965, p. 7-16.
- La presse anarchiste : articles en ligne.
- La colère anarchiste, Alternatives non-violentes, no 158, mars 2011, lire en ligne.
- À propos de la revue Anarchisme et Non-Violence, Réfractions, no 5, printemps 2000, lire en ligne.
- Avec Jean-Marie Muller, Agir ensemble contre le pouvoir militaire ?, S!lence, no 256, avril 2008,p. 10–13, lire en ligne.

## Sources
- Erica Fraters (préf. Jean-Jacques de Felice, postface de Djaouida Séhili), Les réfractaires à la guerre d’Algérie 1959-1962, Paris, Éditions Syllepse, 2005, 224 p. (ISBN 978-2-84950-049-1), lire en ligne.
- Freddy Gomez, Un engagement libertaire, À contretemps, no 41, septembre 2011, lire en ligne.
- Xavier Bekaert, André Bernard, par lui-même (note 3) in Jean Van Lierde - Un réfractaire s’est éteint, À voix autre, no 10, printemps 2007, lire en ligne.
- Marie-Dominique Massoni, André Bernard, L’un de lune et l’une de lin, Surrealisme, 22 janvier 2009, lire en ligne.
- (en) David Porter, Eyes to the South French Anarchists & Algeria, AK Press, 2011, page 81.

## Vidéo
- François Chouquet, Comme un seul homme, Association Réfractaires non violents à la guerre d'Algérie, 55 minutes, 2005.
- Villi Hermann, Choisir à vingt ans[9], 2017

## Notices
- Notices d'autorité :   - VIAF
  - ISNI
  - BnF (données)
  - IdRef
  - LCCN
  - WorldCat
- Dictionnaire biographique, mouvement ouvrier, mouvement social : notice biographique.
- Dictionnaire des anarchistes, « Le Maitron » : notice biographique.
- Dictionnaire international des militants anarchistes : notice biographique.
- Centre international de recherches sur l'anarchisme (Lausanne) : notice bibliographique.
- RA.forum : notice.
- Catalogue général des éditions et collections anarchistes francophones : notice bibliographique.
- René Bianco, 100 ans de presse anarchiste : notice.